# Cordillera Two Thumb
La cordillera Two Thumb (a veces llamada cordillera Two Thumbs) es una cadena montañosa de la región de Canterbury, en la isla Sur de Nueva Zelanda. Está situada al este del lago Tekapo y cuenta con varios picos que se elevan hasta unos 2.500 metros. En el extremo sur de la cordillera se encuentra uno de los principales campos de esquí de Canterbury, el monte Dobson. 

## Geografía
La cordillera Two Thumb, una estribación oriental de los Alpes del Sur, discurre en dirección predominantemente norte-sur a lo largo de unos 45 kilómetros. Junto con la cordillera Sibbald, más pequeña y casi paralela, se separa de los Alpes del Sur cerca del monte D'Archaic, a 40 kilómetros al noreste del Aoraki/Monte Cook. Las dos cordilleras están separadas por el valle del río Macauley y forman una barrera entre los valles del río Godley y el lago Tekapo, al oeste, y el río Rangitata, al este. Los picos de la cordillera Two Thumb disminuyen de tamaño hacia su extremo sur, inmediatamente al este de la ciudad del lago Tekapo, tras lo cual se divide en dos cordilleras menos importantes, la de Rollesby y la de Albury. En el punto de unión entre la cordillera Two Thumb y estas cordilleras, la carretera estatal 8 cruza el puerto de Burkes en su ruta entre el lago Tekapo y Fairlie.
Los ríos South Opuha, Havelock y Coal nacen en la cordillera Two Thumb, al igual que numerosos cursos de agua más pequeños, el más notable de los cuales es Forest Creek, un afluente del río Rangitata. 

## Picos
Los principales picos de la cordillera son (de norte a sur):
- Monte D'Archaic - 2.875 metros
- Monte Alma - 2.510 metros
- Monte Aquiles - 2.540 metros
- Monte Myrmidon - 2.474 metros
- The Thumbs  - 2.546 metros
- Captains Peak: 2.371 metros
- Monte Hope: 2.086 metros
- Monte Misery: 2.305 metros
- Pico Dobson: 2.095 metros

Los nombres de varios de los picos de la cordillera, como el monte Aquiles y el monte Graf Spee, conmemoran la participación de Nueva Zelanda en la Batalla del Río de la Plata.

## Actividades recreativas
El pico Dobson y su terreno circundante albergan el campo de esquí del monte Dobson. La zona de esquí de Roundhill, más pequeña, también se encuentra dentro de la cordillera.
El principal sendero de norte a sur de Nueva Zelanda, Te Araroa Trail, cruza el río Rangitata antes de seguir el valle de un afluente, el arroyo Bush, hacia la cordillera Two Thumb. Cruza la cordillera en Stag Saddle -el punto más alto del sendero, con 1.925 metros-, inmediatamente al norte del monte Hope, antes de seguir la orilla oriental del lago Tekapo hacia el sur.

## En la cultura popular
La cordillera Two Thumb fue el escenario de la novela de Desmond Bagley de 1975, El Tigre de las Nieves.